# Гаспарин, Аита
Аита Гаспарин (итал. Aita Gasparin; родилась 9 февраля 1994 года, в Самедане, Швейцария) — швейцарская биатлонистка, призёр этапов Кубка IBU. Младшая из сестер Гаспарин.
Дебютировала на Кубке мира в сезоне 2012/2013. До биатлона занималась лыжами и участвовала на международных соревнованиях.
В 2014 году вместе с Селиной и Элизой Гаспарин приняла участие на Зимних Олимпийских играх в Сочи. Тем самым, в эстафетной гонке от Швейцарии выступали три сестры Гаспарин. На следующем, после Олимпиады, этапе кубка мира в словенской Поклюке, Аита Гаспарин набрала свои первые кубковые очки, финишировав в гонке преследования на 38-м месте. А на последовавшим за этим этапом Кубка IBU в Мартелл-валь Мартелло, впервые завоевала медали, заняв третье место в спринте и преследовании.
Спортсменка принимала участие в лыжном чемпионате Швейцарии.
На этапе Кубка мира в Рупольдинге в 2015-м году заняла 25-е место в спринте, установив новый личный рекорд. А на следующим этапе Кубка мира в составе эстафетной сборной стала 8-й, что является лучшим эстафетным результатом швейцарок в истории. На заключительном этапе Кубка мира стала 21-й, вновь обновив лучшее личное достижение, а также впервые в карьере квалифицировавшись в масс-старт.

## Спортивная карьера

### Участие в Чемпионатах мира
| Год  | Место проведения | Инд | Спр | Пр | МС | Эст | См | Сусм |
| 2013 | ЧМ Нове-Место    | 84  | 94  | —  | —  | 13  | —  | н/д  |
| 2015 | ЧМ Контиолахти   | 78  | 80  | —  | —  | 21  | 13 | н/д  |
| 2016 | ЧМ Хольменколлен | 63  | 73  | —  | —  | 16  | 14 | н/д  |
| 2017 | ЧМ Хохфильцен    | 28  | 48  | 50 | —  | 13  | 14 | н/д  |
| 2019 | ЧМ Эстерсунд     | —   | 75  | —  | —  | 13  | —  | 14   |
| 2020 | ЧМ Антхольц      | 27  | 10  | 10 | 21 | 6   | —  | —    |
| 2021 | ЧМ Поклюка       | —   | 33  | 35 | —  | 12  | —  | —    |

### Участие в Олимпийских играх
| Год  | Место проведения | Инд | Спр | Пр | МС | Эст | См |
| 2014 | Сочи             | 60  | —   | —  | —  | 8   | —  |
| 2018 | Пхёнчхан         | 68  | —   | —  | —  | —   | —  |

## Личная жизнь
23 сентября 2022 года вышла замуж за украинского биатлониста Сергея Семёнова.